# Pterostichus craterense
Pterostichus craterense är en skalbaggsart som beskrevs av Hatch. Pterostichus craterense ingår i släktet Pterostichus och familjen jordlöpare. Inga underarter finns listade i Catalogue of Life.